# Phylloscopus tytleri
A Phylloscopus tytleri a madarak osztályának verébalakúak (Passeriformes) rendjébe, ezen belül a füzikefélék (Phylloscopidae) családjába tartozó faj.

## Rendszerezése
A fajt William Edwin Brooks ír ornitológus írta le 1872-ben.

## Előfordulása
Afganisztán, India, Nepál és Pakisztán területén honos. Pandzsáb területén költ, India nyugati részén telel. Természetes élőhelyei a szubtrópusi és trópusi hegyi lombhullató erdők és mérsékelt övi erdők.

## Megjelenése
Testhossza 12 centiméter, testtömege 7–8 gramm.
|  |

## Életmódja
Rovarokkal és lárvákkal táplálkozik.

## Szaporodása
Áprilistól júliusig költ.

## Természetvédelmi helyzete
Az elterjedési területe nem nagy és csökken, egyedszáma is csökken. A Természetvédelmi Világszövetség Vörös listáján mérsékelten fenyegetett fajként szerepel.

## További információ
- Képek az interneten a fajról
- Xeno-canto.org - a faj hangja és elterjedési területe